# Flügel (Landfahrzeug)

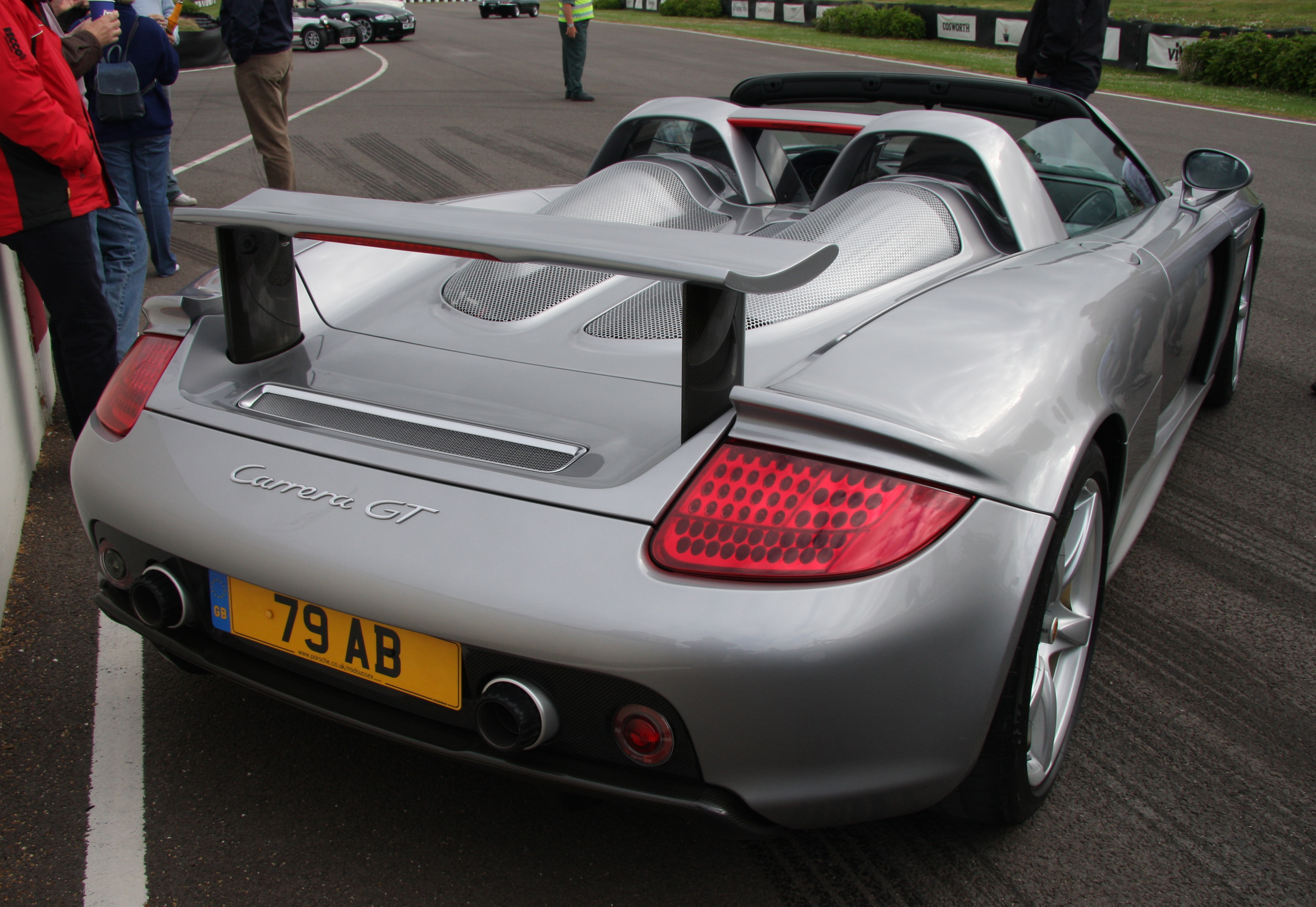
Der ausgefahrene Heckflügel eines Porsche Carrera GT

Der Begriff Flügel bezeichnet ein Fahrzeuganbauteil eines Automobils, das vor allem Abtrieb, also Anpressdruck für bessere Bodenhaftung, erzeugen soll.

## Begriffsabgrenzung

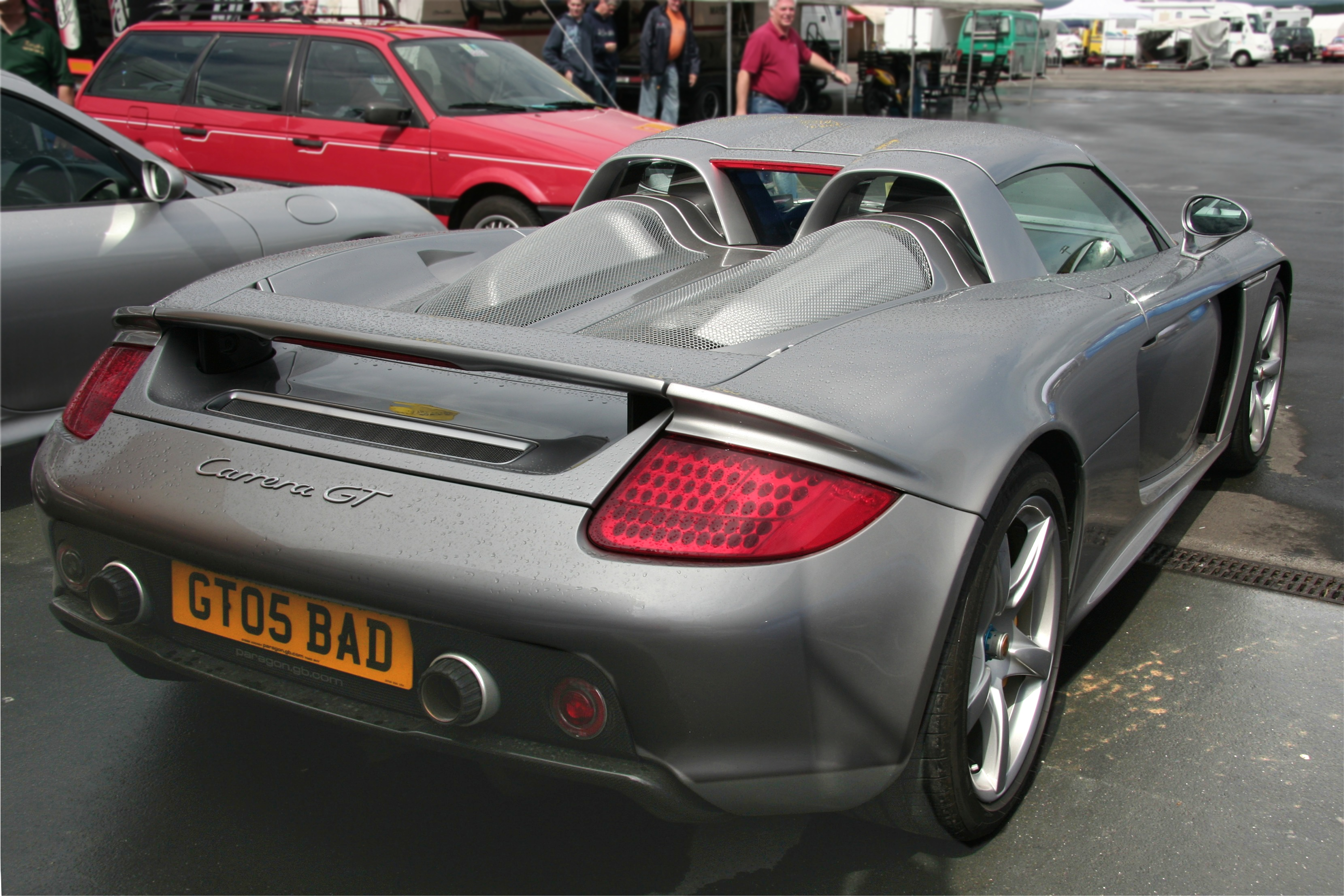
Der eingefahrene Heckflügel eines Porsche Carrera GT, der in dieser Stellung nur als Spoiler arbeitet

Die Begriffe Spoiler und Flügel werden im allgemeinen Sprachgebrauch häufig synonym verwendet. In der Regel spricht man von einem Flügel, wenn sowohl Ober- als auch Unterseite des Bauteils überströmt sind. Ein Flügel kann weitgehend aerodynamisch eigenständig arbeiten oder zusätzliche Effekte im Zusammenspiel mit der Karosserie-Aerodynamik bewirken.
Ein Spoiler wird hingegen nur auf einer Seite überströmt. Er stört die Strömung der Luft und beeinflusst dadurch die Aerodynamik; seine Funktion ist hauptsächlich die eines Luftabweisers oder Luftablenkers.

## Wirkungsweise eines Flügels
Glatte, beschleunigte Strömungen erzeugen an der Oberfläche des umströmten Körpers einen Unterdruck (Aerodynamischer Auftrieb). Bei einem Auto tritt dies vor allem an der Oberseite auf und erzeugt somit zumeist eine relative Auftriebskraft, die beim Auto zu einer Verringerung der Bodenhaftung führt. Diese ist besonders groß und zusätzlich über die langen Hebel unerwünscht an den beiden Fahrzeugenden (Motorhaube, Kofferraumdeckel). Die Aufgabe von umströmten Flügeln ist die gezielte Erzeugung von (zumeist) Abtrieb. Umgangssprachliche Spoiler, die aber auf diese Weise Abtrieb erzeugen und nicht nur Auftrieb verringern, sind korrekt benannt Flügel.
Beispielsweise in der Formel 1 hat der Frontflügel den zusätzlichen heckspoilerähnlichen Effekt, dass die Luft über dem Flügel verlangsamt wird (erwünschte Druckerhöhung) und dann immer noch langsam über die Chassisoberseite und den Fahrer gelenkt wird, wobei eine zusätzliche Abtriebskraft erzeugt wird (Aerodynamik: Langsame Strömung entspricht höherem Druck). Gleichzeitig wird die Luft auf der Flügelunterseite sehr stark beschleunigt (Unterdruck) und zum großen Teil unter das Fahrzeug gelenkt, wo an der Fläche des Unterbodens weiterer Abtrieb erzeugt wird (negativer Bodeneffekt). Der Heckflügel erzeugt auf seiner Oberseite einen Anpressdruck, auf der Unterseite und hinter dem Fahrzeug jedoch einen so großen Unterdruck, dass die ohnehin schon schnelle Luft unter dem Fahrzeug bis nach hinten durchgesogen wird, anstatt zu beiden Seiten auszuweichen. Die Diffusorgeometrie unterstützt dieses Durchsaugen.
Zusammenfassend sorgen die Front- und Heckflügel für die beschleunigten Unter- und verlangsamten Überströmungen, die dann an den großen Flächen des Chassis die jeweils nach unten gerichteten Kräfte erzeugen. Die beiden Flügel erzeugen für sich nur etwa jeweils 25 % des Abtriebs. Falls aber ein Flügel ausfällt, reduziert sich der Abtrieb um 75 %, da auch das Chassis keinen Abtrieb mehr erzeugt.

## Geschichte

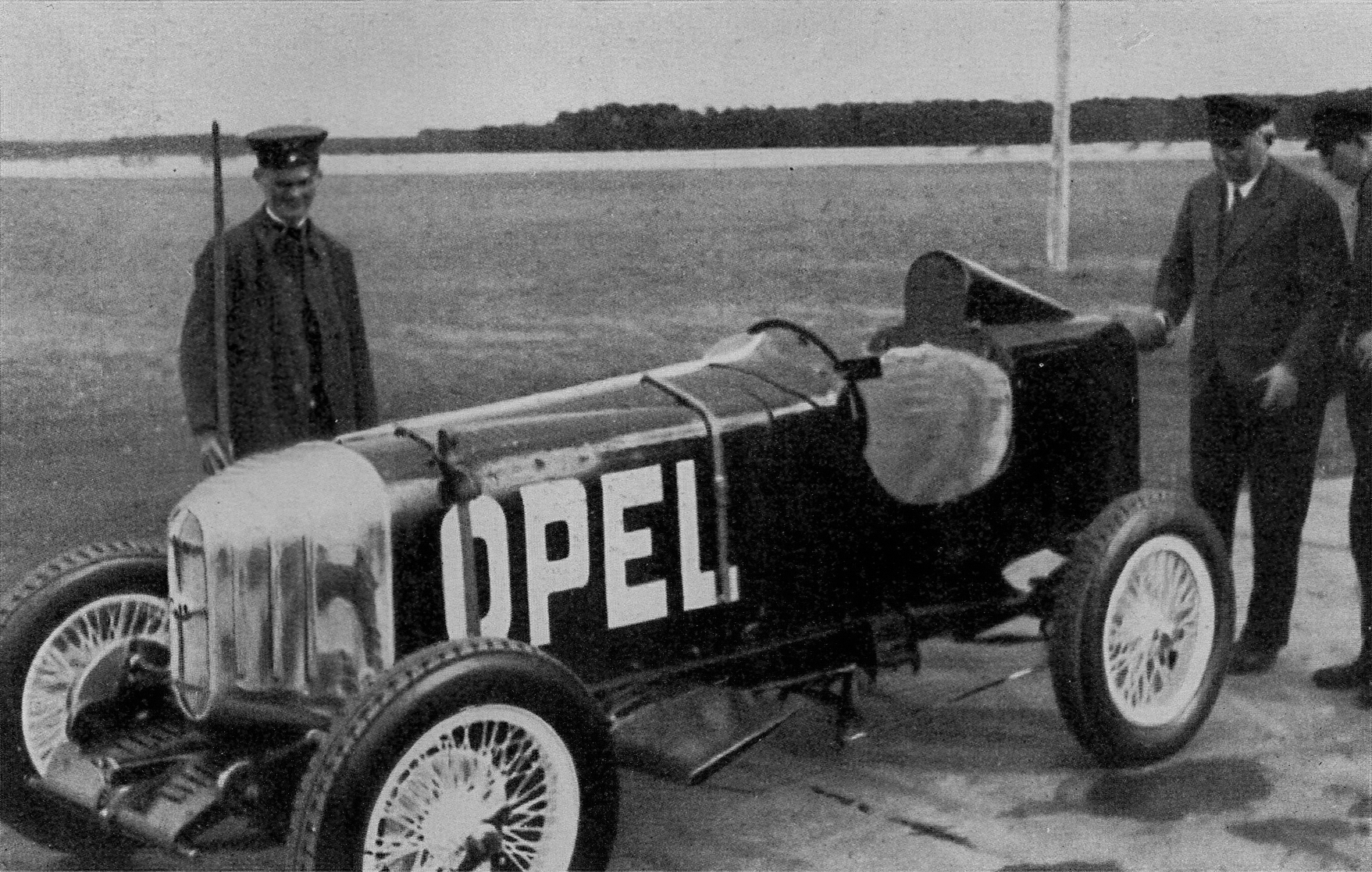
1928: Opel-Ingenieur und Testfahrer Kurt C. Volkhart rüstet das Raketenauto RAK.1 bereits mit kleinen Flügeln aus

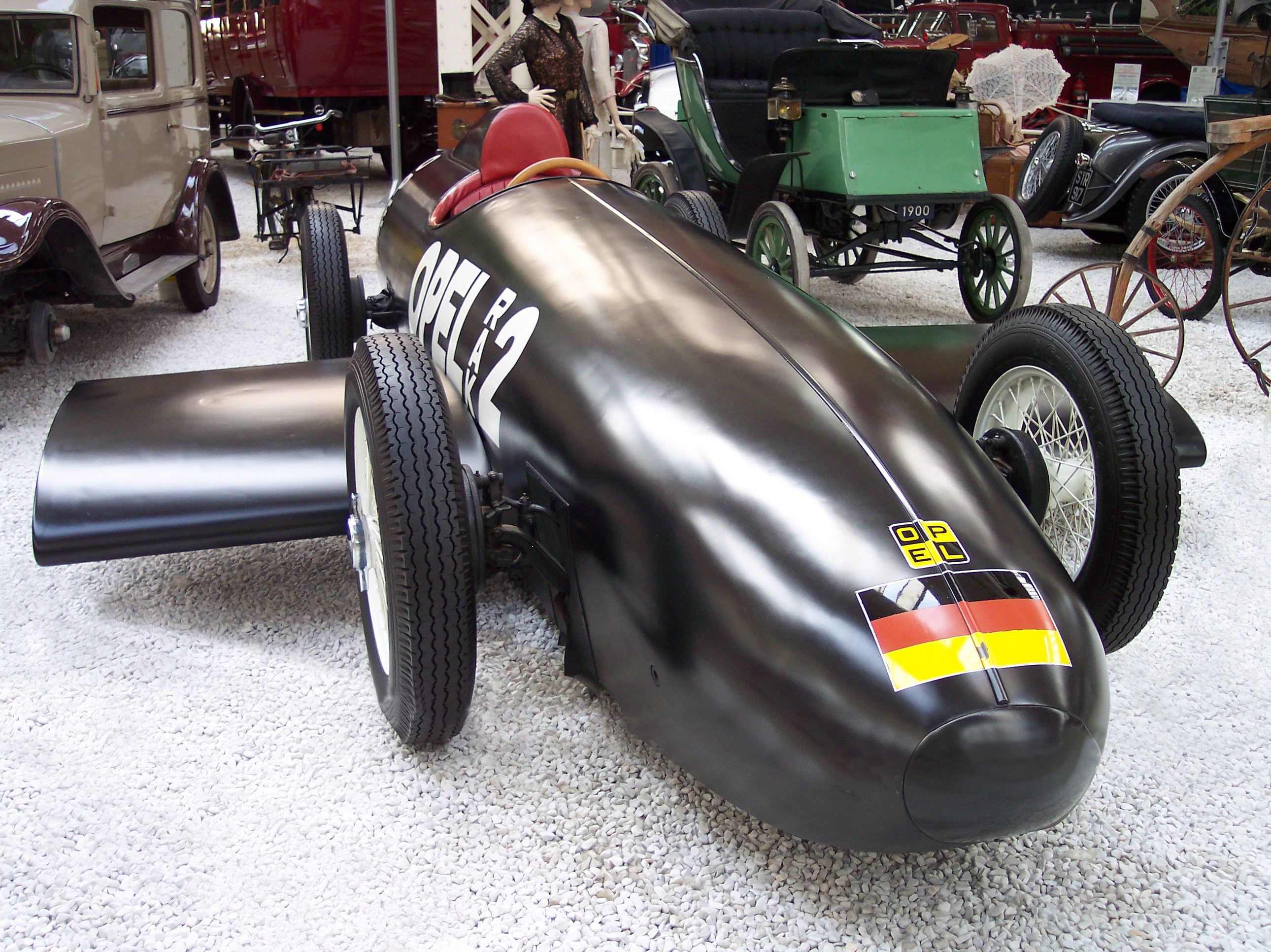
Opel RAK2 im Technik-Museum Speyer

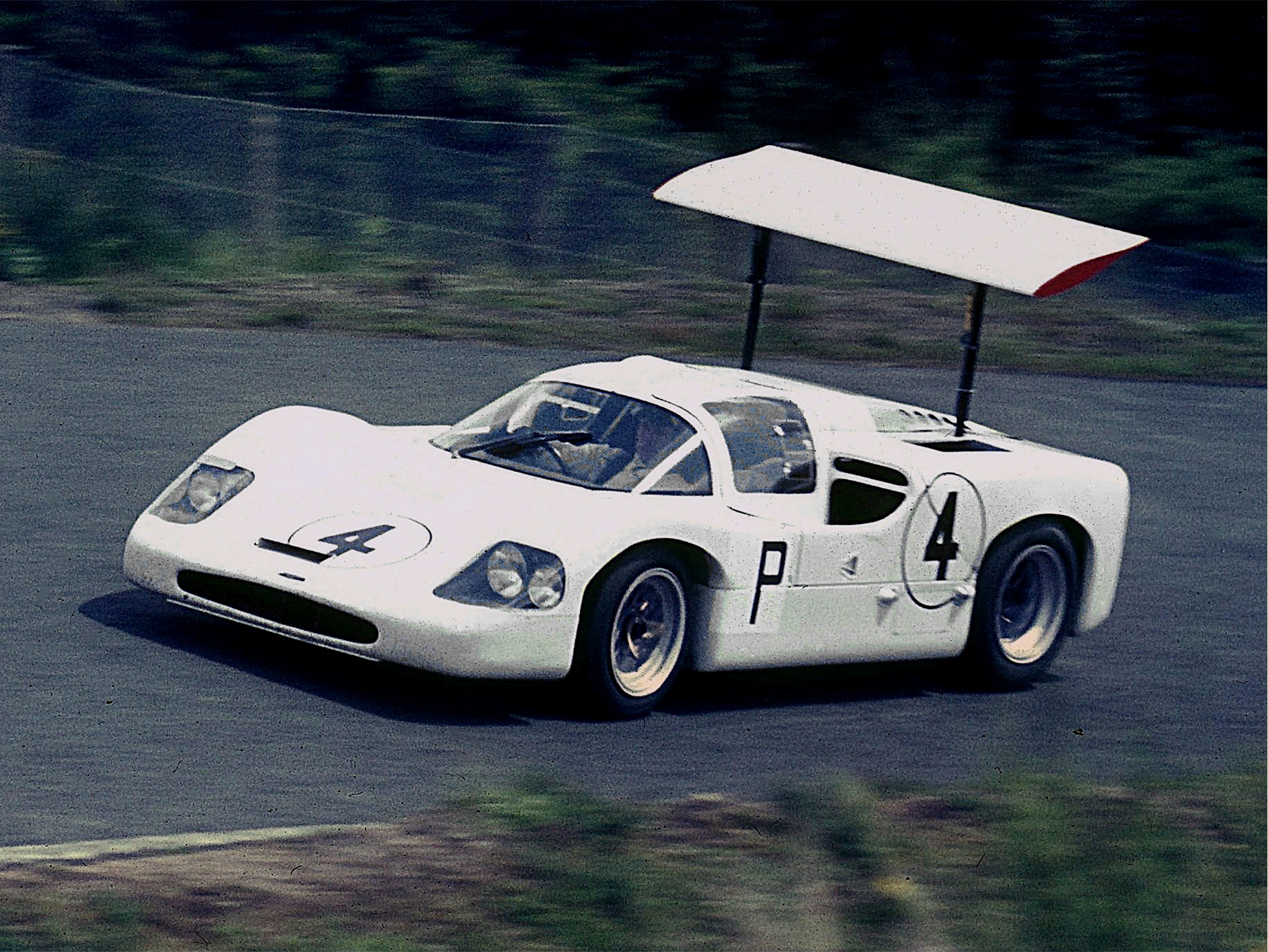
Chaparral 2F auf dem Nürburgring, 1967

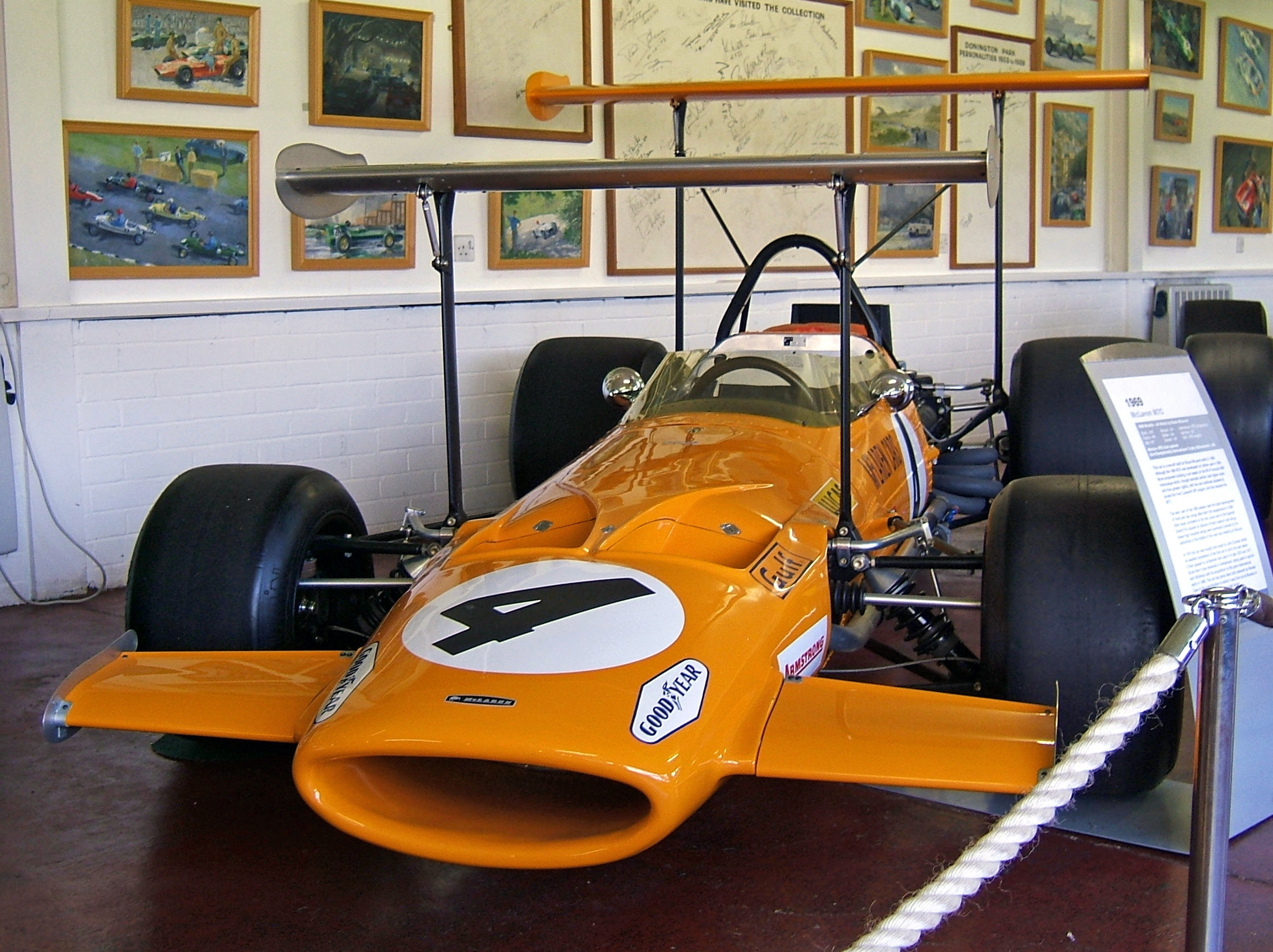
McLaren M7C von 1969

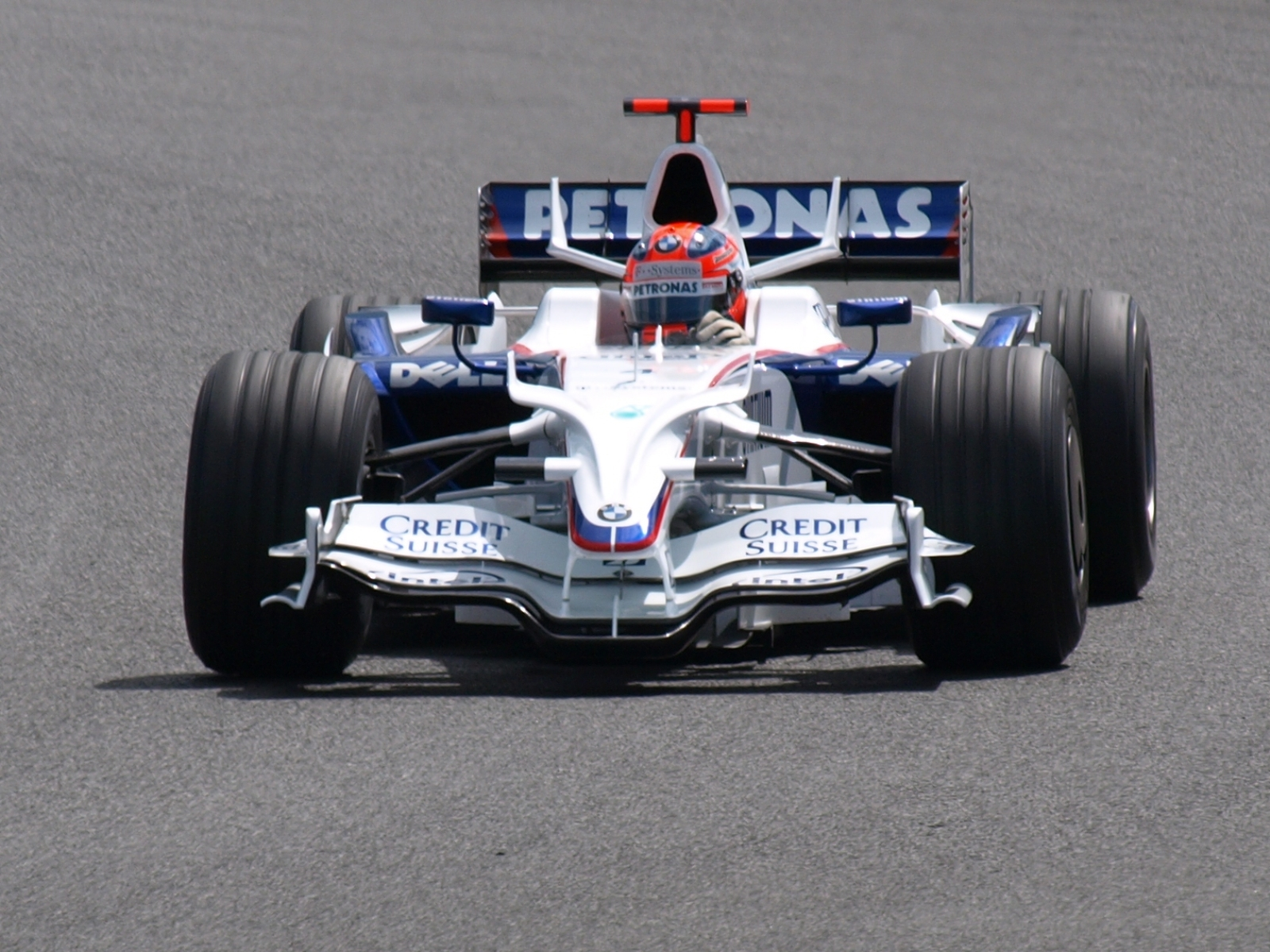
BMW Sauber F1.08 mit „Horn-Wing“ (hinten) und „Geweih“ (vorne)

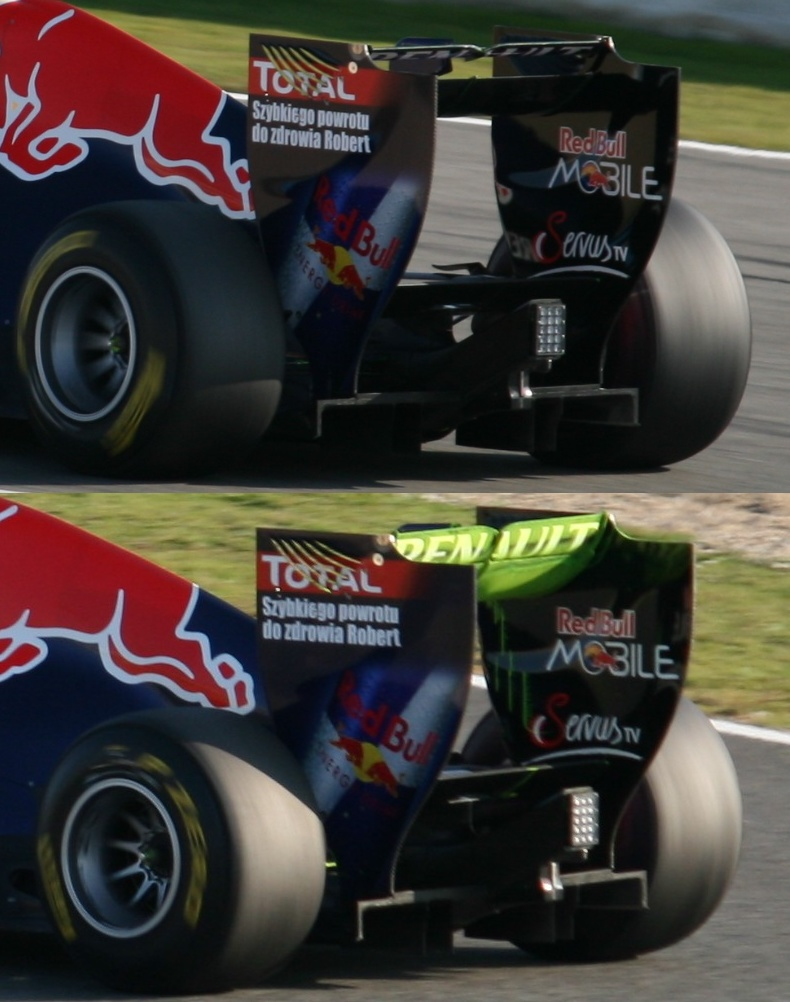
Der verstellbare Heckflügel des Red Bull RB7

Das Raketenauto Opel RAK1 von 1928 war hinter den Vorderrädern mit kleinen Flügeln versehen, die Abtrieb generieren sollten. Aus demselben Grund war der ebenfalls 1928 getestete Nachfolger Opel RAK2 mit zwei großen Flügeln ausgestattet.
Auch der nie zum Einsatz gekommene Mercedes-Benz T 80 von 1939 verfügte über flügelartige Ausformungen links und rechts an der Fahrzeugseite.
Im Automobilrennsport wurde das Prinzip des Flügels vermutlich erstmals 1956 angewendet. Der Schweizer Rennfahrer Michael May versah seinen Porsche 550 Spyder mittig über dem Cockpit mit einem von zwei Stützen getragenen Flügel und wollte damit zum 1000-km-Rennen am Nürburgring 1956 antreten; die Konstruktion wurde jedoch nach dem Training untersagt. Beim 1000-km-Rennen von Monza 1956 wurde das Fahrzeug in gleicher Ausführung gar nicht erst zum Training zugelassen und das Konzept daraufhin von May nicht weiter verfolgt.
1961 gelang dem US-Amerikaner Art Malone mit Mad Dog IV, einem auf Cockpithöhe seitlich mit zwei Flügeln modifizierten Kurtis-Kraft-Indy-Wagen, als Erstem auf dem Daytona International Speedway eine Runde mit einer Durchschnittsgeschwindigkeit von über 180 mph und im Training zum Indianapolis 500 1962 pilotierte Jim Rathmann mit einem Watson, auf den Designer Smokey Yunick einen Flügel hatte montieren lassen, erstmals ein derartiges Automobil im Rahmen einer Monoposto-Rennveranstaltung.
Im Jahr 1965 baute Chaparral Cars den Chaparral 2C, der über einen in das Chassis integrierten, verstellbaren Heckflügel verfügte. Die nachfolgenden Modelle 2E, 2F und 2G waren jeweils auf Höhe der Hinterachse mit einem überdimensioniert erscheinenden, mit Streben weit über dem Auto angebrachten Flügel ausgestattet.
In der Formel 1 wurden Flügel erstmals beim Großen Preis von Monaco 1968 durch Team Lotus eingesetzt, wobei die Heckpartie des Lotus 49B im Erscheinungsbild noch eher einem Spoiler ähnelte. Bereits beim zwei Wochen später stattfindenden Großen Preis von Belgien wurden dann von Ferrari und Brabham freistehende Heckflügel verwendet, wie sie in der Folge die Formel 1 prägen sollten. Es wurden stetig filigranere und höher aufragende Flügel entwickelt, die zum Teil vorn und hinten direkt an der Radaufhängung befestigt wurden. Im Anschluss an zwei schwere Unfälle beim Großen Preis von Spanien 1969, deren Ursache gebrochene Heckflügel waren, wurde diesem Trend Einhalt geboten, indem nicht unmittelbar am Rumpf befestigte, Abtrieb erzeugende Anbauteile verboten wurden. In den 1970er und frühen 1980er Jahren gehörten extreme Flügelvariationen in der Formel 1 der Vergangenheit an, zumal aufgrund der Ausnutzung des Bodeneffekts ab 1977 Frontflügel teilweise verzichtbar wurden. In den 1970er Jahren nutzten mehrere Teams außerdem Frontspoiler anstatt Frontflügel. Mit dem Ende der Bodeneffekt-Rennwagen nach der Saison 1982 hielten üppigere Flügelkonstruktionen wieder Einzug in die „Königsklasse des Motorsports“. Mitte bis Ende der 1990er Jahre wurden von mehreren Teams Zusatzflügel auf den Seitenkästen (sogenannte Winglets) oder an der Airbox angebracht. Diese Entwicklung verstärkte sich insbesondere Mitte der 2000er. Manche der Zusatzflügel (z. B. Horn-Wing, Geweih) erzeugten selbst keinen Abtrieb, sondern verbesserten durch eine günstigere Luftführung die Anströmung des Heckflügels und erhöhten damit dessen Wirkung. Da die zahlreichen Anbauteile für Luftverwirbelungen hinter den Fahrzeugen (Dirty Air) und somit für das Erschweren von Überholmanövern verantwortlich waren, wurde vor der Saison 2009 die Verwendung jeglicher Zusatzflügel untersagt. In der Formel-1-Saison 2011 kam schließlich erstmals das Drag Reduction System zum Einsatz, mit dem das obere Heckflügelelement während der Fahrt verstellt werden kann.
Flügel sind heutzutage vor allem für das Erscheinungsbild von Monoposti prägend; nur wenige dieser Fahrzeuge sind nicht sowohl mit Front- als auch Heckflügeln ausgestattet (eine Ausnahme stellt zum Beispiel die Formel Ford dar). Auch bei Prototypen, GT- und Tourenwagen werden Flügel angewendet, wobei hier überwiegend anstelle von Frontflügeln sogenannte Splitter zum Einsatz kommen. Des Weiteren finden Flügel im Dragster-, Sprint-Car- und Superkart-Sport Verwendung.
Bei den Unlimited Hydroplanes erzeugt der Heckflügel hingegen Auftrieb, um den überwiegenden Teil des Rennboot-Hecks aus dem Wasser zu heben, und erfüllt somit eher die Aufgabe eines Flugzeugflügels. Der Frontflügel eines Unlimited Hydroplane entspricht dem Höhenruder eines Canards.

## Überblick
Grundsätzlich gilt: Je größer ein Flügel ist, desto höher ist der Anpressdruck und desto besser lassen sich schnelle und mittelschnelle Kurven durchfahren. Eine größere Fläche erhöht allerdings den Luftwiderstand, was sich auf Geraden in Form einer verringerten Endgeschwindigkeit bemerkbar macht, weswegen im Automobilsport die genaue Abwägung der Flügelausführung ein zentraler Bestandteil des Wettbewerbs ist.
Flügel bestehen heutzutage meist aus einem Hauptblatt sowie einem oder mehreren Flaps. Diese „Lamellen“ sind üblicherweise während eines Rennens fixiert und weitgehend starr, können aber in den meisten Fällen an der Box in ihrer Neigung verstellt werden (veränderbarer Anstellwinkel). An Heckflügeln angebrachte Winkel, die den Anpressdruck weiter erhöhen sollen, heißen Gurney Flaps.
Moderne Rennwagen sind derart spezialisiert, dass ein Bruch oder ein plötzlicher Verlust eines Flügels das Fahrverhalten stark verschlechtert. Ein Ausfall der Wirksamkeit des Frontflügels erzeugt Untersteuern, ein Ausfall der Wirksamkeit des Heckflügels starkes Übersteuern. Dies führte bereits zu mehreren schweren Unfällen, zum Beispiel beim Großen Preis von Spanien 1975 oder im dritten freien Training zum Großen Preis von Ungarn 2003.

## Fotos

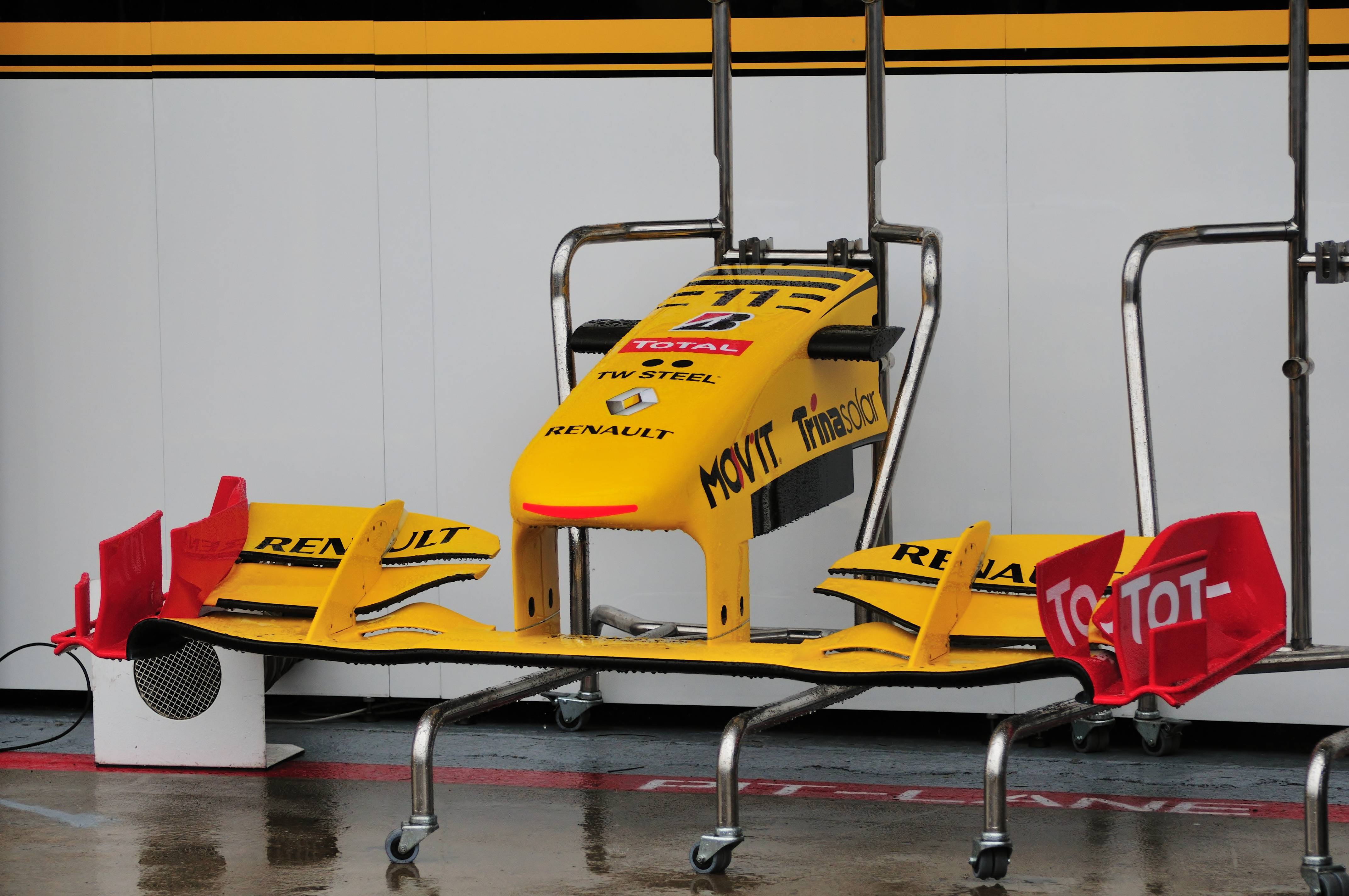
Frontflügel eines Renault R30 des Jahrgangs 2010
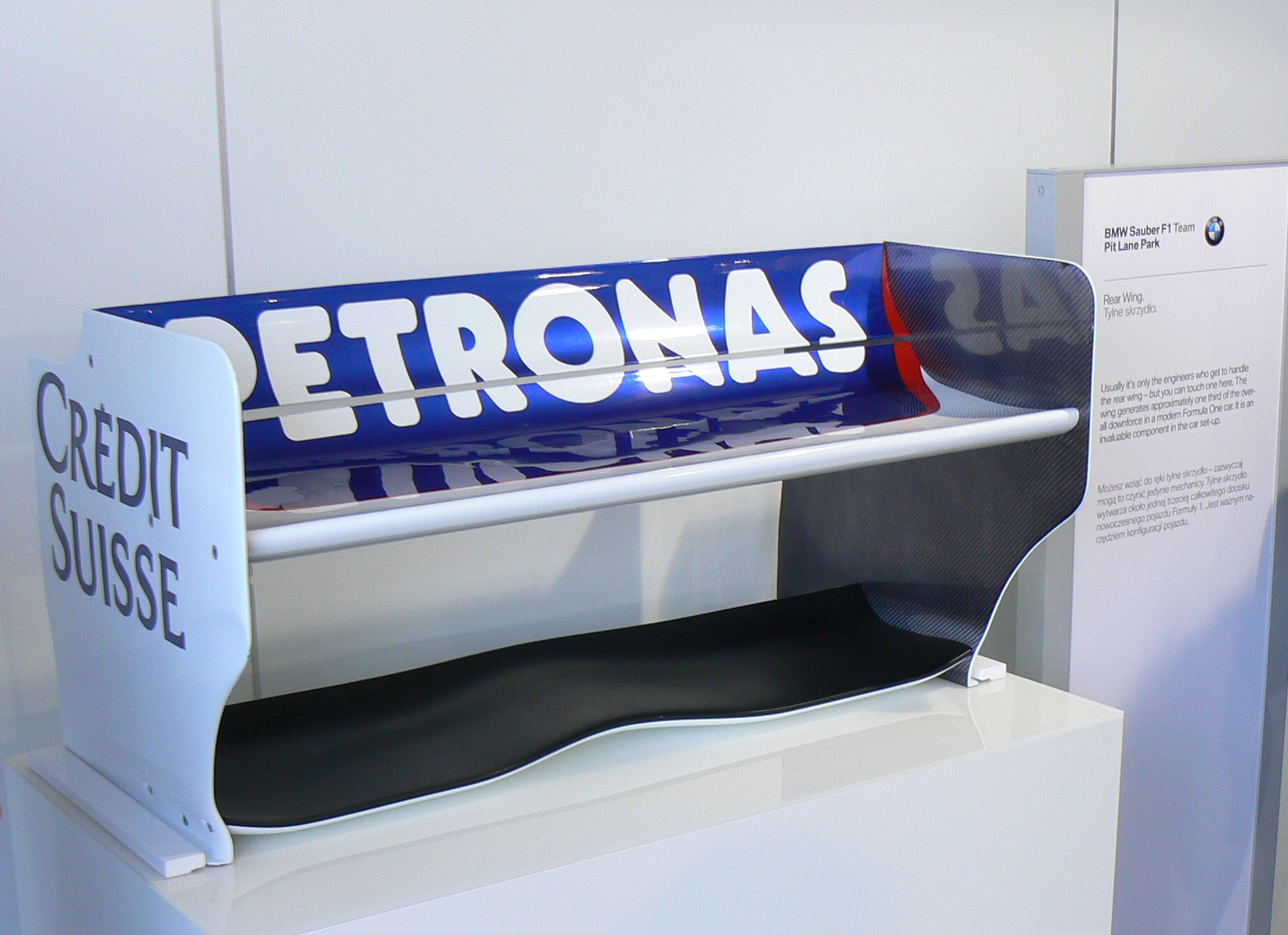
Heckflügel eines BMW Sauber F1.07 von 2007
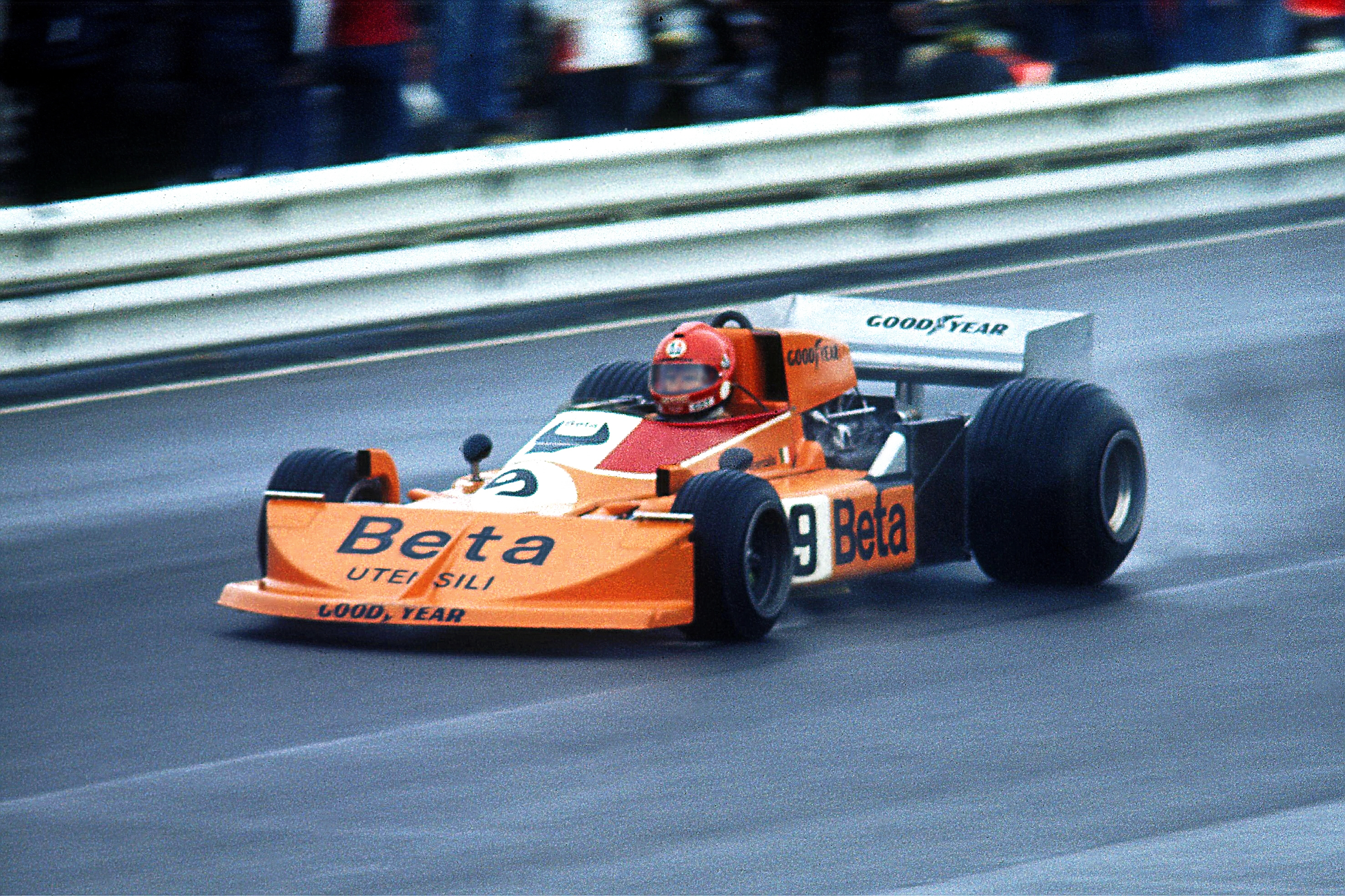
March 761 mit Frontspoiler statt -flügel 1976
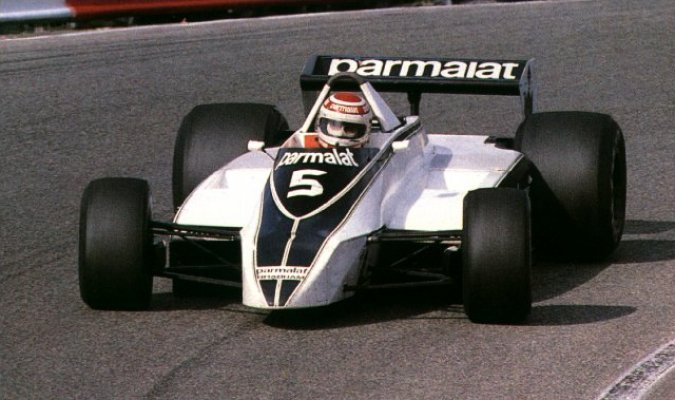
Bodeneffektauto Brabham BT49, der ohne Frontflügel auskam
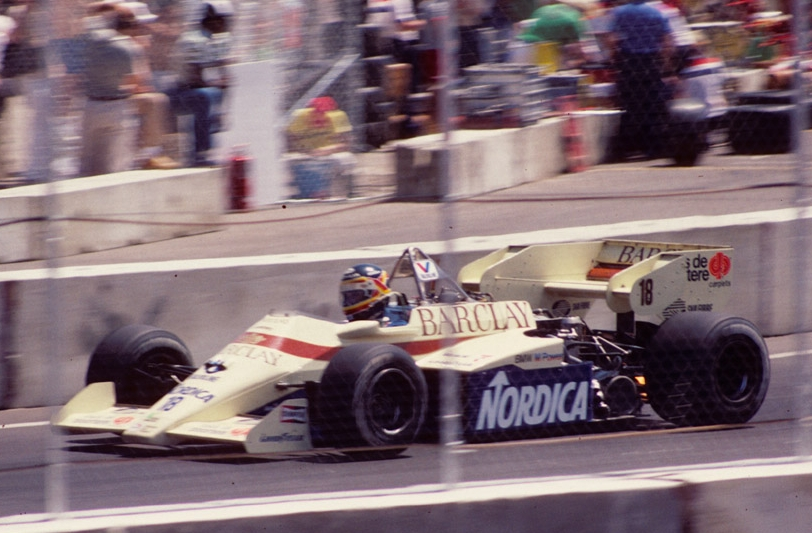
Arrows A7 in Dallas 1984, mit einem für die damalige Zeit typischen, erweiterten Heckflügel
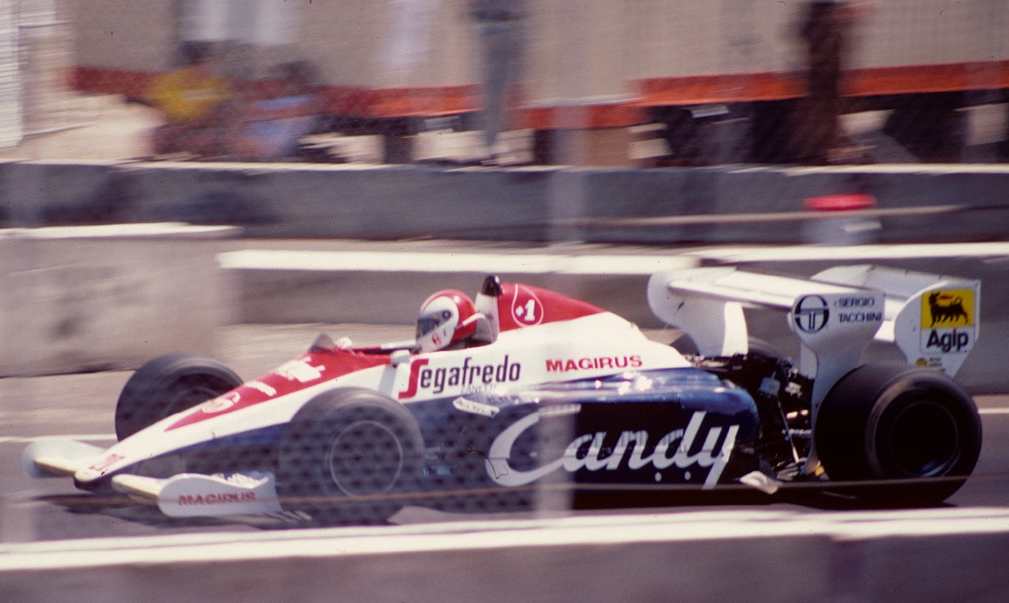
Toleman TG184 mit doppeltem Heckflügel, ebenfalls in Dallas 1984
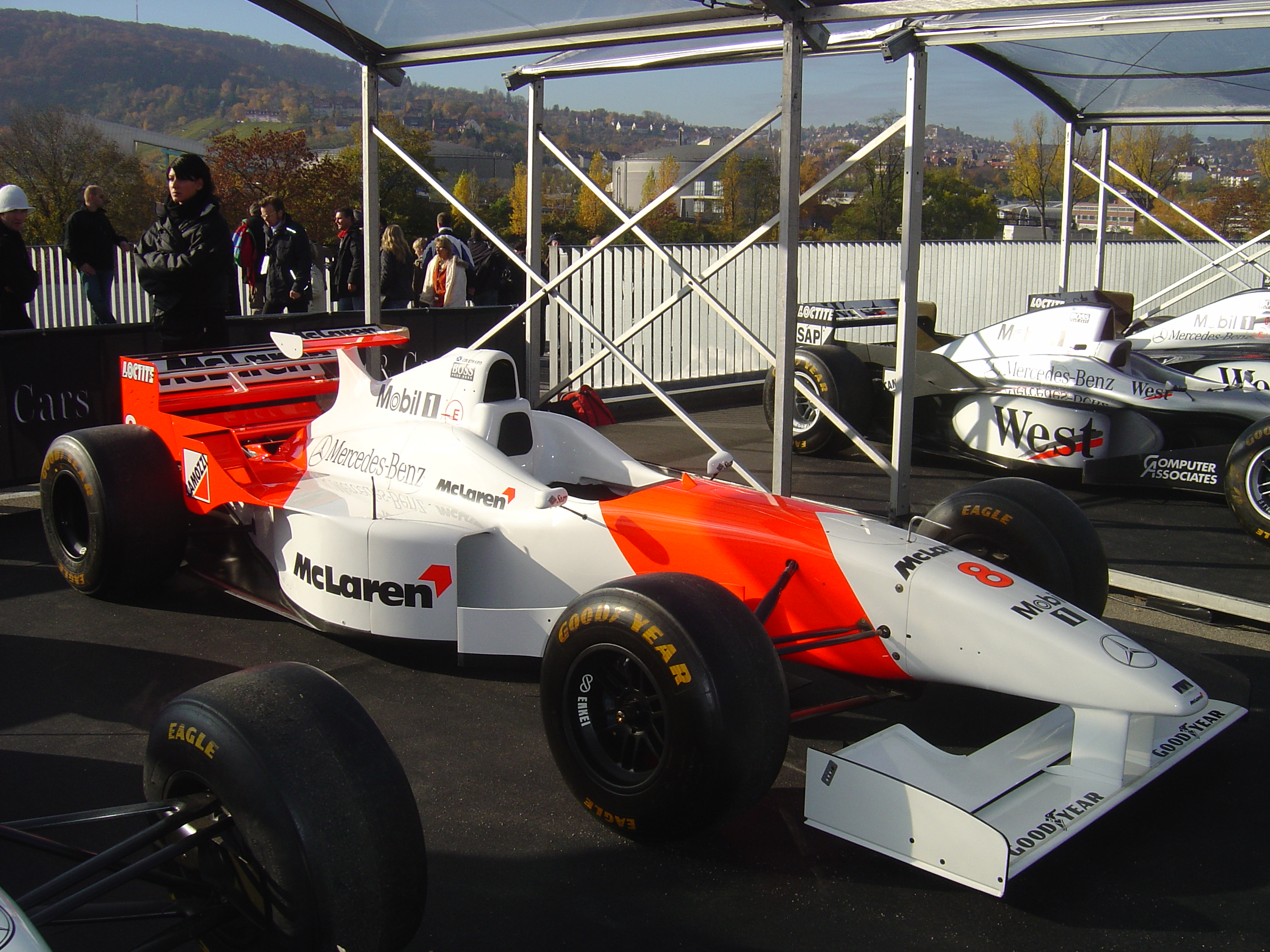
McLaren MP4/11 von 1996 mit Zusatzflügel an der Airbox
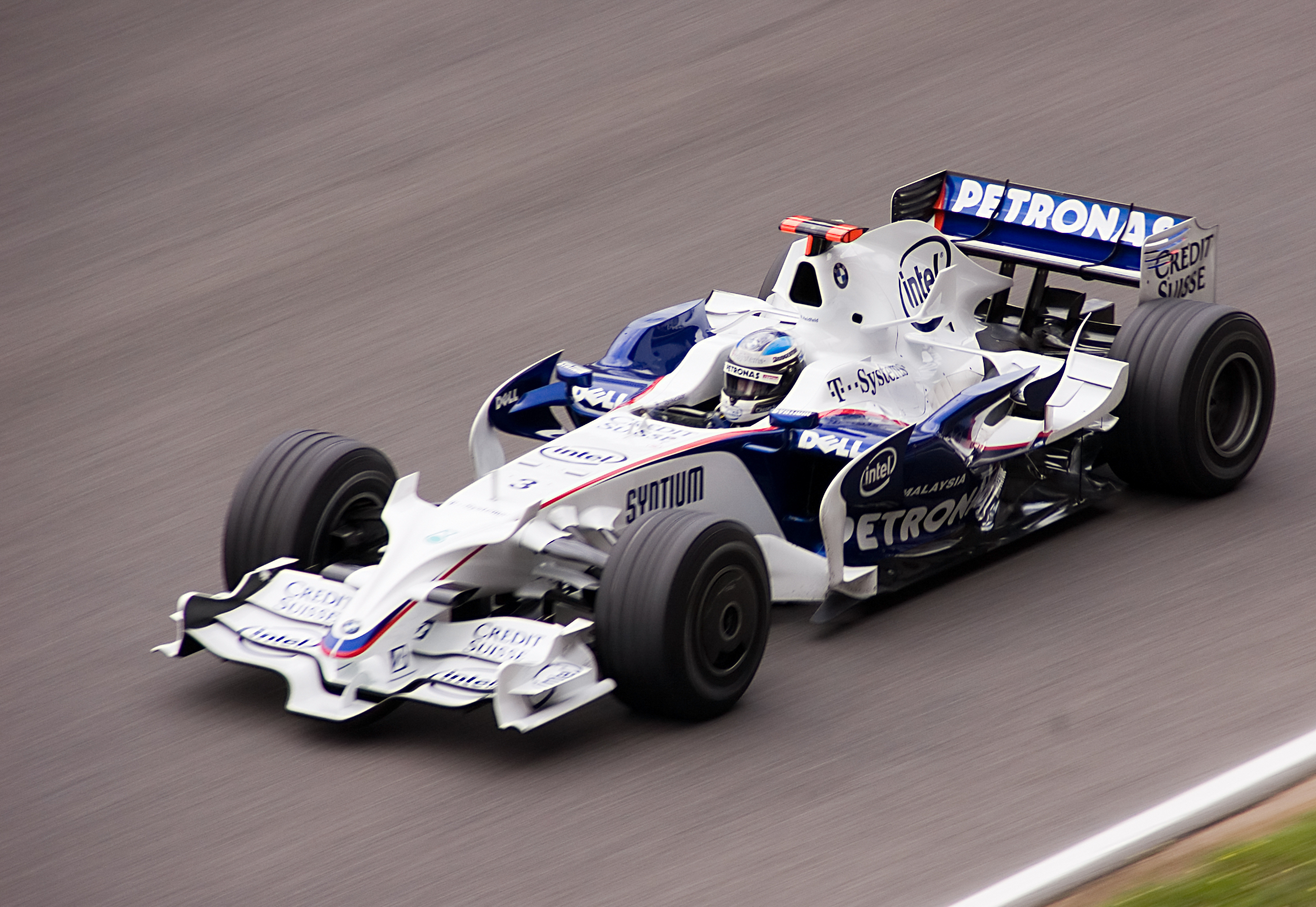
BMW Sauber F1.08 mit „Horn-Wing“ (an der Airbox) und „Geweih“ 2008
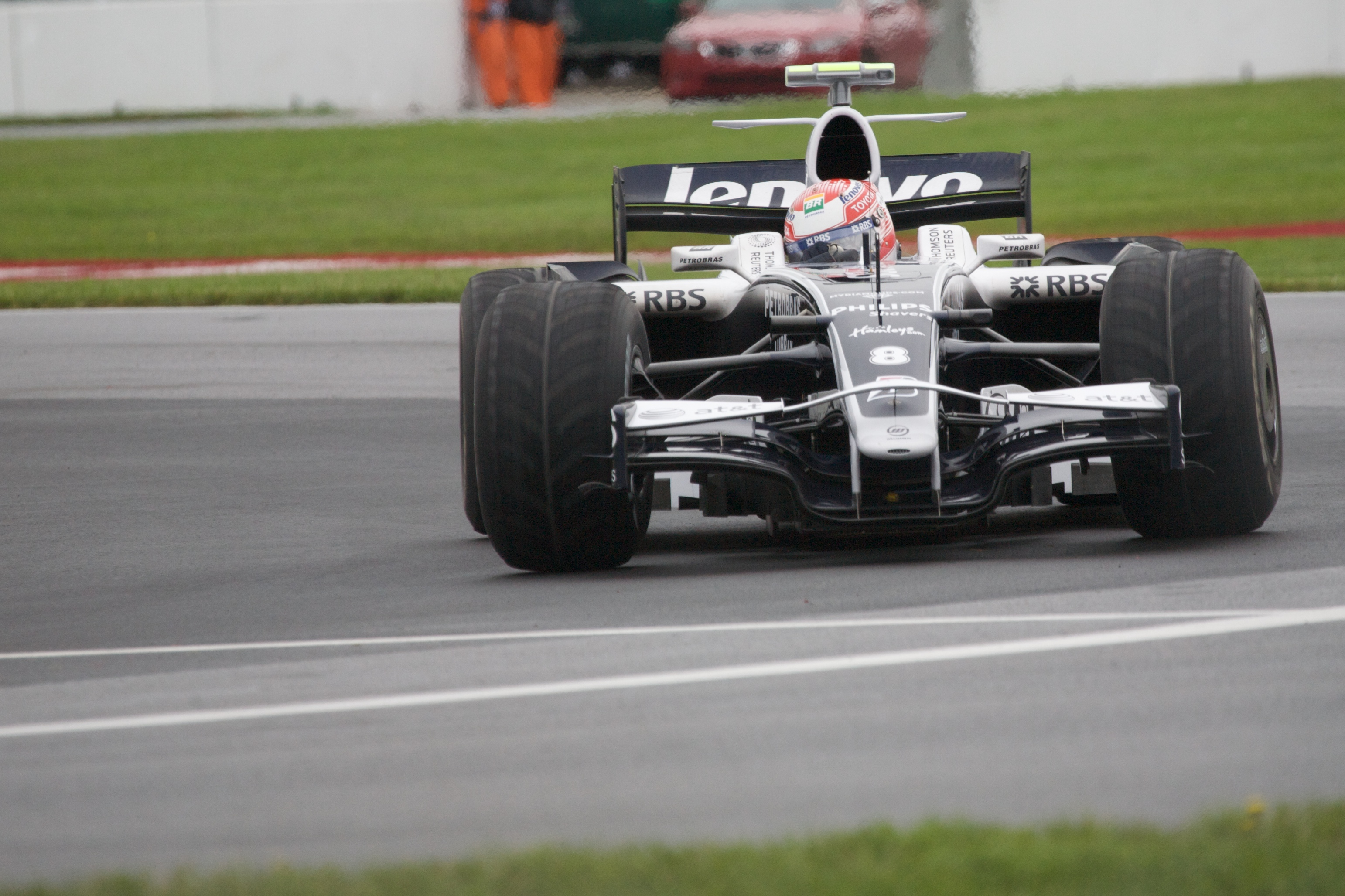
„Frontflügellippe“ beim Williams FW30 in Montreal 2008
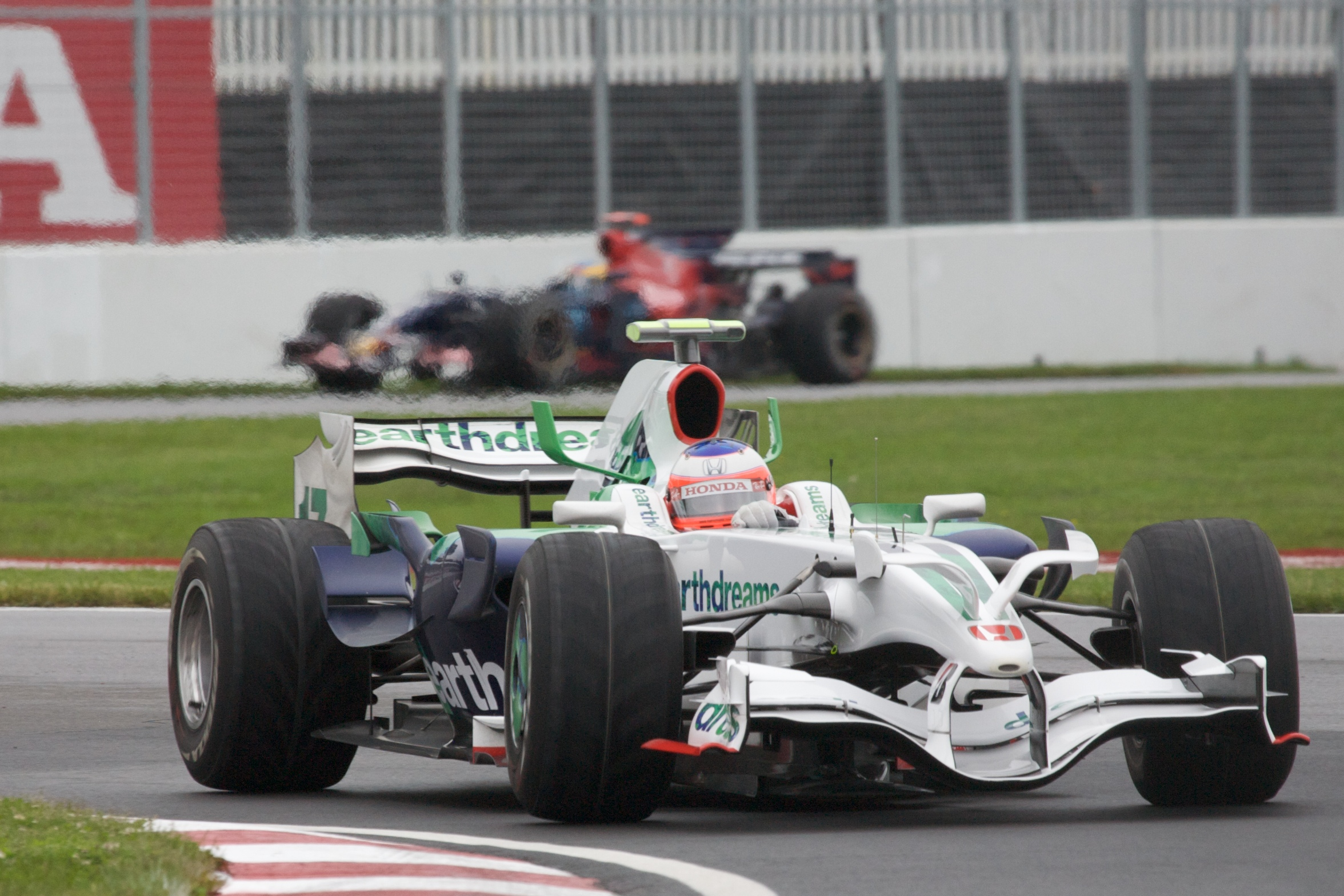
Honda RA108 mit „Horn-Wing“ und „Nasenflügel“ in Montreal 2008
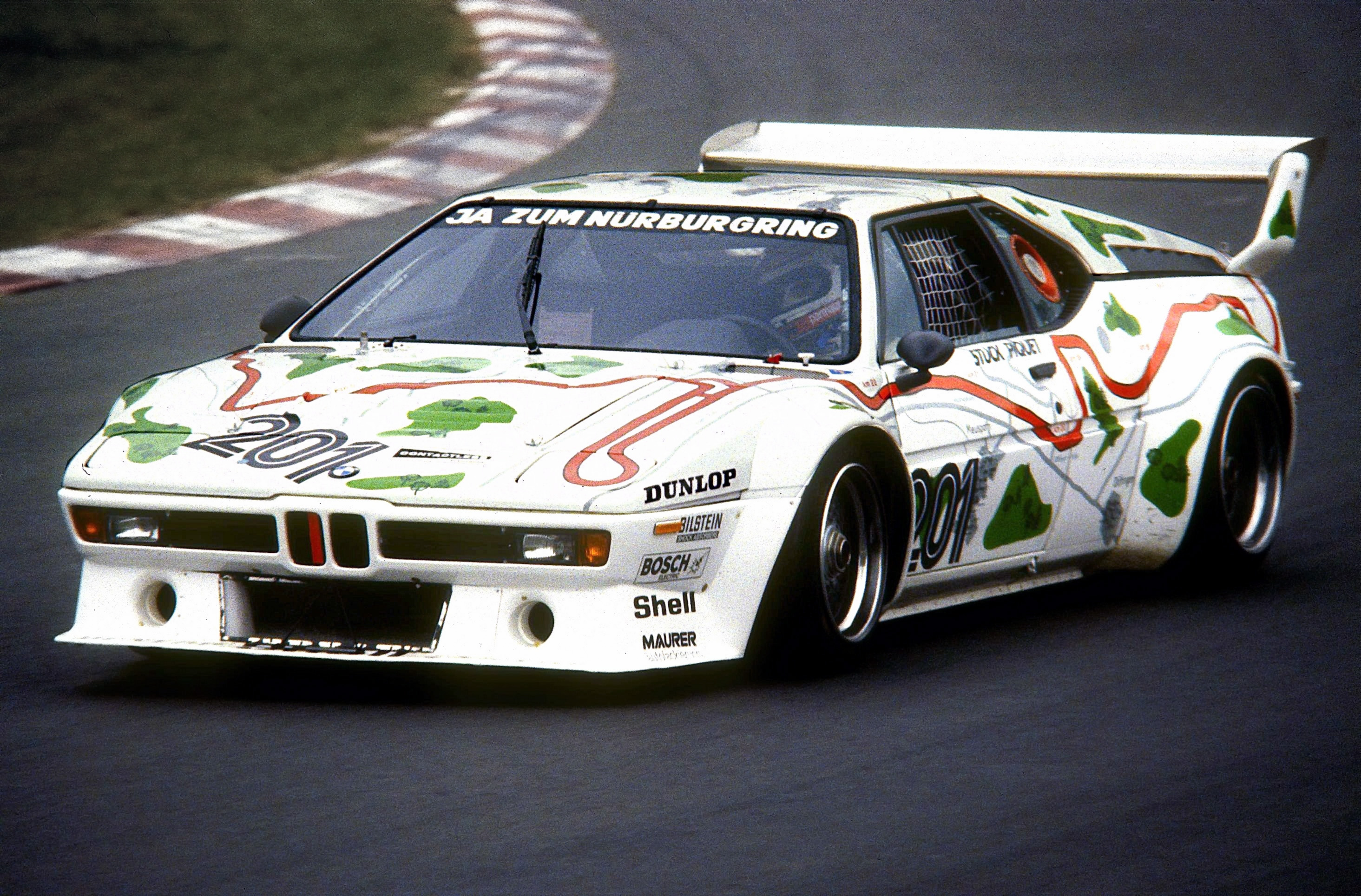
BMW M1 1980 am Nürburgring
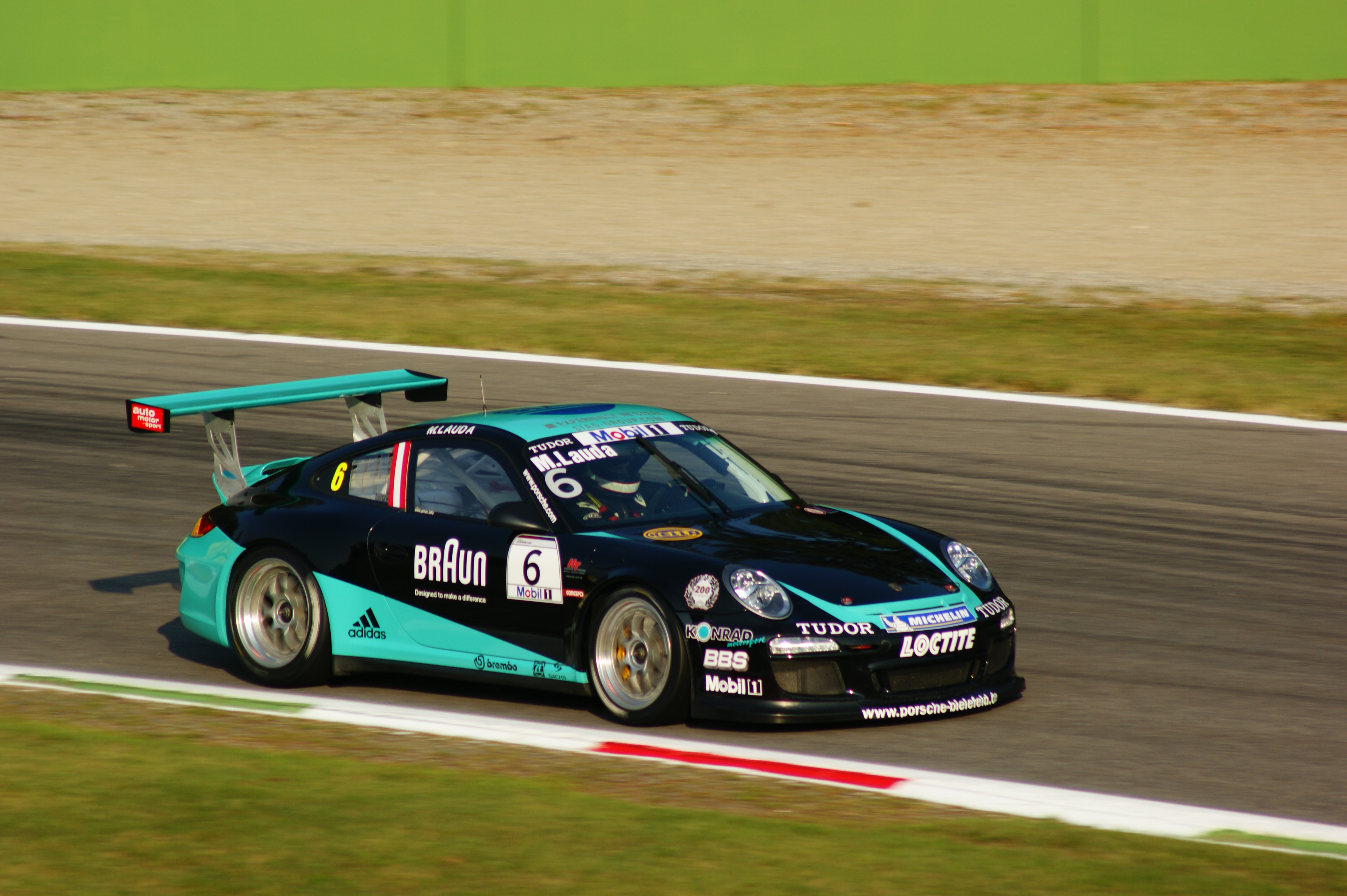
Porsche 911 GT3 Cup in Monza 2011
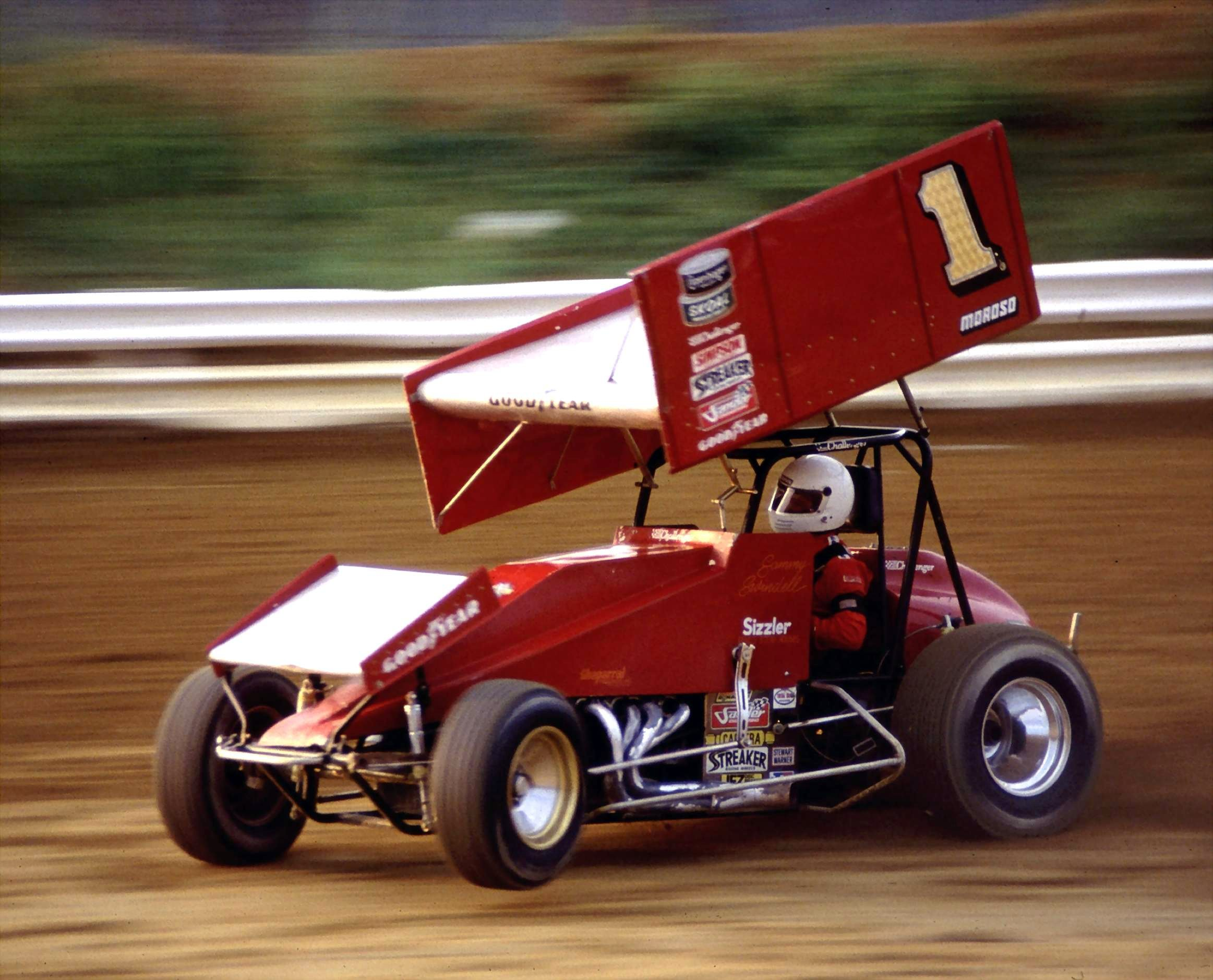
Ein Sprint Car 1985
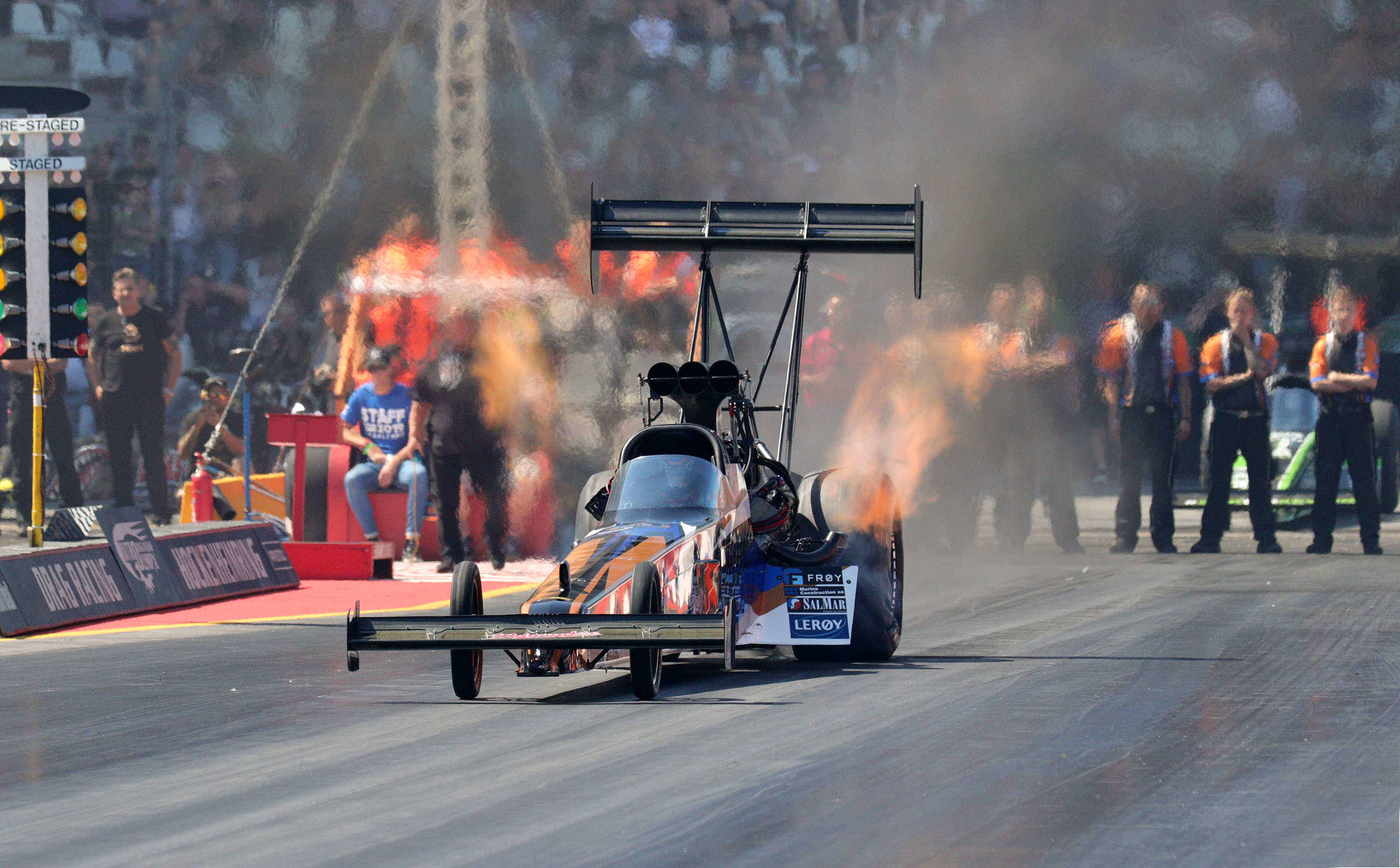
Ein Top Fuel Dragster (2019)